# Super Mario Party
Super Mario Party is een partyspel van Nintendo. Het kwam wereldwijd uit op 5 oktober 2018 voor de Nintendo Switch, en is het elfde deel uit de Mario Party-serie.

## Gameplay
De werking van het spel komt overeen met die van Mario Party tot Mario Party 8, waarbij spelers een voor een de beurt krijgen, waarna ze een dobbelsteen moeten gooien om te zien hoeveel vakjes ze over het spelbord mogen verplaatsen. Na elke ronde moeten spelers strijden in een minigame, om te zien wie de meeste muntjes krijgt, waarvan sterren gekocht kunnen worden. Degene die na alle beurten de meeste sterren heeft verzameld, wint.
Het spel kent ook andere modi, zoals partnerparty. Deze stand werkt hetzelfde als in Mario Party: Star Rush, waarbij spelers gelijktijdig het spelbord kunnen doorkruisen, en eveneens sterren moeten verzamelen. Tevens kent het spel een single-playerstand genaamd Weg der uitdagingen, waarbij de speler minigames moet winnen tegen steeds moeilijk wordende tegenstanders, en een online stand, genaamd Online Mariothon. Daarbij kunnen tien van de tachtig minigames uit het spel online tegen andere mensen gespeeld worden.

## Speelbare personages
De volgende personages zijn speelbaar:
- Mario
- Luigi
- Peach
- Daisy
- Wario
- Waluigi
- Yoshi
- Rosalina
- Bowser
- Bowser Jr.
- Boo
- Goomba (nieuw)
- Koopa Troopa
- Hammer Bro
- Shy Guy
- Monty Mole (nieuw)
- Pom Pom (nieuw, vrij te spelen)
- Dry bones (vrij te spelen)
- Donkey Kong (vrij te spelen)
- Diddy Kong (vrij te spelen)

## Ontvangst
Super Mario Party werd over het algemeen goed ontvangen, met een score van 78 op Metacritic, gebaseerd op 43 recensies.
Jurjen Tiersma, van Power Unlimited, gaf het spel een 88 van de 100, en schreef dat vooral de Mario Party-stand voor veel lol zorgt. Als kritiek had hij dat de game enkel te bedienen valt met de Joy-Con-controller, en niet met de Pro-Controller, en dat het spel niet gespeeld kan worden in de handheldstijl.
XGN's Ramon Hagenbeuk was zeer tevreden over het spel, en schreef: "Super Mario Party is terug! De leuke minigames, gecombineerd met de prachtige graphics zorgen ervoor dat dit misschien wel de leukste Mario Party ooit is. Het grootste nadeel aan de game? Uhm, wij willen nog meer minigames! Dat is uiteraard puur een minpunt omdat de game zo ontzettend leuk is om samen te spelen!" Hij gaf het spel een 9,5.